# Ван дер Хорн, Тако
Тако ван дер Хорн (нидерл. Taco Van der Hoorn, род. 4 декабря 1993 в Роттердаме, Нидерланды) — голландский профессиональный шоссейный велогонщик. С 2021 года выступает за команду Intermarché–Wanty–Gobert Matériaux.

## Достижения
2016
1-й этап на Рас Тайлтенн
2-й на Зюйденвелд Тур
2017
Схал Селс
2-й на Дварс дор хет Хагеланд
2-й на Такс Про Классик
2018
Примус Классик
Натионале Слёйтингспрейс
3-й этап на БинкБанк Тур
3-й на Антверп Порт Эпик
2019
3-й на Омлоп ван хет Хаутланд
2021
3-й этап на Джиро д’Италия